# IAC Building
Il IAC Building è un edificio che ospita la sede centrale della InterActiveCorp, situata al 555 West 18th Street all'angolo nord-est di Eleventh Avenue nel quartiere Chelsea a New York. 

## Descrizione

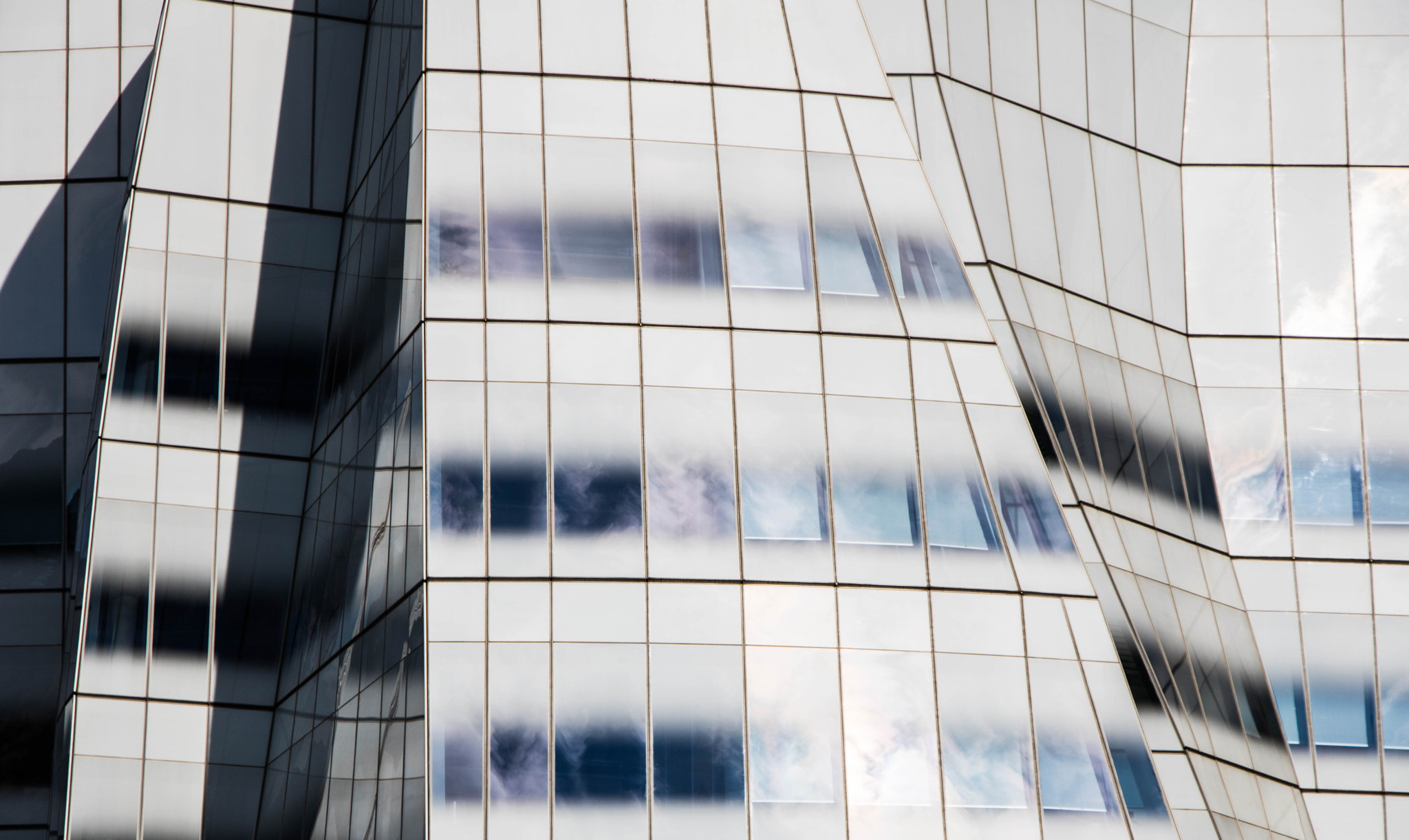
Dettaglio della facciata dell'edificio

Alto 44,2 metri e progettato da Frank Gehry e con 11 piani di cui uno interrato, è stato completato nel 2007. L'edificio è stato il primo di Gehry a New York ed è caratterizzato dall'avere il più grande schermo ad alta definizione del mondo al momento della sua costruzione nella sua hall.
L'edificio, che riprende altri elementi dello stile architettonico di Gehry, consiste in due livelli principali: il primo che fa da base è costituito da una sezione squadrata, con il secondo livello dal diametro inferiore posizionato sopra il primo. La facciata dell'edificio ha l'aspetto simile a delle vele che compiono una torsione ed è rivestita in vetro e materiale ceramico. I bordi delle finestre sfumato sul bianco dei pannelli ceramici che rivestono l'edificio. Barry Diller, capo della IAC che era coinvolto nel progetto, ha imposto che la facciata fosse ricoperta di vetro liscio anziché di titanio, come Gehry aveva inizialmente progettato.